# 綠色鸚鯛
綠色鸚鯛，為輻鰭魚綱鱸形目隆頭魚亞目鸚哥魚科的其中一種，發現於巴西及維德角群島海域，棲息深度5-45公尺，體長可達34.5分，棲息在珊瑚礁及海草床，以藻類為食。